# 막시밀리안 폰 바덴 대공자
막시밀리안 알렉산더 프리드리히 빌헬름 폰 바덴 대공자(독일어: Prinz Maximilian Alexander Friedrich Wilhelm von Baden, 1867년 7월 10일 ~ 1929년 11월 6일)은 독일의 귀족이자 정치인이다. 바덴 대공국의 대공자였으며 1918년 짧은 기간 동안 독일 제국의 제국수상직에 재임하면서 제1차 세계 대전 종전을 책임졌다.